# Jasnozirja (obwód czerkaski)
Jasnozirja (ukr. Яснозір'я) – wieś na Ukrainie, w obwodzie czerkaskim, w rejonie czerkaskim, w hromadzie Moszny. W 2001 liczyła 3695 mieszkańców, spośród których 3632 wskazało jako ojczysty język ukraiński, 61 rosyjski, 1 rumuński, a 1 inny.
Do 1965 roku miejscowość nosiła nazwę Biłozirja (ukr. Білозір'я).